# 김성옥 (배우)
김성옥(金聲玉, 1935년 11월 1일 ~ 2022년 12월 16일)은 대한민국의 배우이다. 배우 겸 대학 교수 손숙의 부군(夫君)이다. 
- 1954년 북아메리카 미국 이민 하였다.
- 1955년 아시아 대한민국 목포으로 돌아온뒤였다.
- 1956년 창극 《적벽가》의 조연을 통하여 창극배우 첫 데뷔하였고 1960년 연극 《수업》이라는 작품을 통하여 연극배우 데뷔하였으며 1963년 연극 《화랑도》를 통하여 연극 연출가에 데뷔하였고 1966년 영화 《예라이샹(夜來香)》의 단역을 통하여 영화배우 데뷔하였으며 1968년에는 TBC 동양방송 특채 탤런트로 선발되어 연기자 활약 사상 텔레비전 드라마에 첫 출연하였다.

## 출연작

### 창극
- 1956년 《적벽가》 ... 조자룡 역(조연)

### 연극
- 1960년 《수업》
- 1961년 《협객 임꺽정》 ... 덕흥군 이초 역(단역)
- 2003년 《세종대왕》 ... 무학 대사 박자초 역(단역)

### 영화
- 1966년 《예라이샹》
- 1967년 《막차로 온 손님들》
- 1968년 《창공에 산다》
- 1969년 《상해 임시정부》 ... 한태규 역

### 텔레비전 드라마
- 1972년 MBC 드라마 《기러기》 ... 박신구 역
- 1972년 MBC 드라마 《임꺽정》 ... 임꺽정 역
- 1973년 MBC 드라마 《민비》
- 1974년 TBC 드라마 《맏딸》
- 1977년 TBC 드라마 《별당 아씨》
- 1978년 TBC 드라마 《파도여 말하라》
- 1988년 KBS 드라마 《조선백자 마리아상》
- 1992년 KBS 드라마 《삼국기》
- 1993년 KBS 드라마 《내일은 사랑》
- 1993년 MBC 드라마 《제3공화국》
- 1993년 MBC 드라마 《파일럿》
- 1994년 SBS 드라마 《도깨비가 간다》
- 1995년 EBS 드라마 《언제나 푸른 마음》
- 1995년 KBS 드라마 《서궁》 ... 선조 이연 역
- 1995년 SBS 드라마 《코리아게이트》
- 1996년 MBC 드라마 《제4공화국》 ... 이상열 역
- 1996년 KBS 드라마 《찬란한 여명》
- 1996년 KBS 드라마 《용의 눈물》 ... 최영 역
- 1997년 MBC 드라마 《별은 내 가슴에》
- 1997년 SBS 드라마 《아름다운 그녀》
- 1998년 KBS 드라마 《왕과 비》 ... 송현수 역
- 2000년 KBS 드라마 《태조 왕건》 ... 강장자 역
- 2003년 KBS 드라마 《제국의 아침》 ... 권직 역

## 연출작

### 연극
- 1963년 《화랑도》

## 기타 경력
- 1999년 전주우석대학교 연극영화학과 겸임교수